# NGC 5715
NGC 5715 est un amas ouvert situé dans la constellation du Compas près de la frontière de la constellation du Centaure. Il a été découvert par l'astronome écossais James Dunlop en 1826.
Selon la classification des amas ouverts de Robert Trumpler, cet amas renferme entre 50 et 100 étoiles (lettre m) dont la concentration est moyenne (II) et dont les magnitudes se répartissent sur un intervalle moyen (le chiffre 2). Toutefois, selon le catalogue Lynga, la concentration des étoiles est moyennement faible (III).

## Observation
Avec une magnitude visuelle de 9,8, on peut observer l'amas avec des jumelles dont l'ouverture est d'au moins 80 mm ou avec un petit télescope.

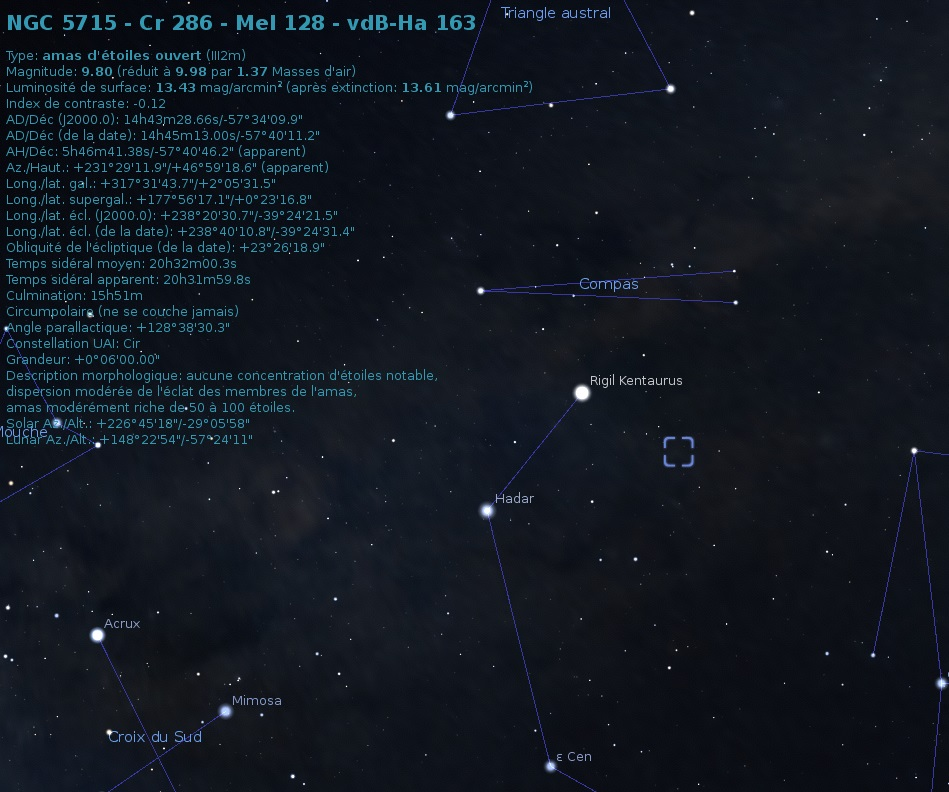
Localisation de NGC 5715 dans la constellation du Compas. (Stellarium)

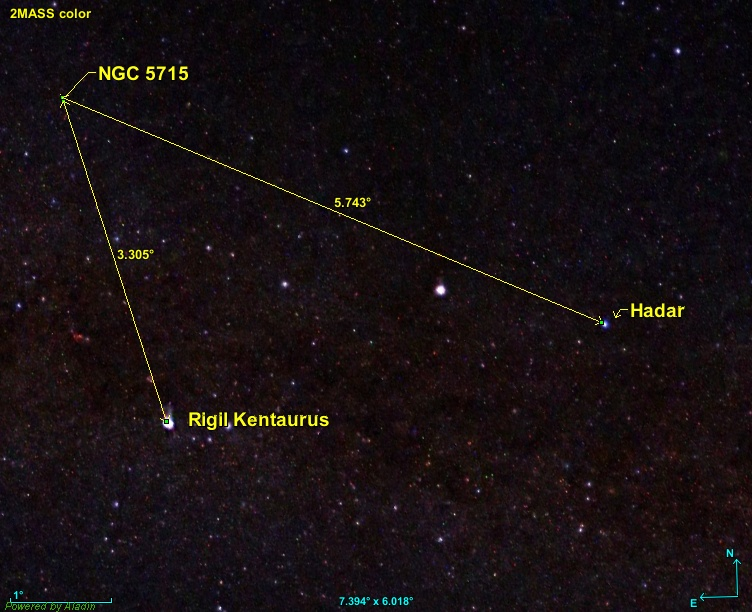
Position de NGC 5715 par rapport à deux étoiles.

NGC 5715 est situé à environ 3,3 degrés au nord-est de l'étoile Rigil Kentaurus (Alpha Centauri) et à 3,3 degrés au nord-est de Hadar (Beta Centauri), deux étoiles de la constellation du Centaure.

## Caractéristiques
Certaines caractéristiques apparaissent sur la base de données Simbad, mais une publication très récente (2023) basée sur les mesures de la parallaxe par le satellite Gaia a permis une mise à jour importante des données. Les données du « GAIA EARLY DATA RELEASE 3 (GAIA EDR3) » ont également permis aux auteurs (Almeida, Monteiro et Dias) de cette publication d'estimer la masse de 773 amas ouverts, dont celle de NGC 5715 qui est de 927 ± 185 {\displaystyle M_{\odot }}.

### Distance, taille et vitesse
Selon Almeida et ses collègues, cet amas est à 1 919 ± 59 pc du système solaire.
La parallaxe moyenne des étoiles de l'amas a été obtenue des mesures effectuées par le satellite Gaia. Quatre valeurs différentes publiées dans de récents articles (2018 à 2021) sont indiquées sur la base de données Simbad : 0,462 ± 0,033 mas, 0,437 ± 0,048 mas, 0,435 ± 0,045 mas, et 0,435 ± 0,004 mas. La valeur moyenne de la parallaxe est égale à 0,442 3 ± 0,032 5 mas, ce qui correspond à une distance de 2261 +179
−155. Cette distance est compatible quoiqu'un peu supérieure à celle proposée par Almeida et ses collègues.
La taille apparente de l'amas varie selon les sources, mais la plus récente valeur de 7,8' vient des mesures réalisées par le satellite Gaia (Gaia DR2) ce qui, compte tenu de la distance de 1 919 ± 59 pc et grâce à un calcul simple, équivaut à une taille réelle de 14,2 ± 0,4 al.
Trois vitesses semblables, dont deux différentes, sont indiquées sur la base de données Simbad: −26,16 ± 0,47 km/s, et −26,100 ± 0,677 km/s.

### Mouvement propre
Simbad indique cinq couples de valeurs pour le mouvement propre de l'amas, dont quatre différents, mais très semblables, qui proviennent d'articles publiés entre 2018 et 2021. Ces valeurs en ascension droite et en déclinaison sont :
- −3,471 ± 0,079 mas/an et −2,302 ± 0,068 mas/an[10]
- −3,490 ± 0,134 mas/an et −2,301 ± 0,138 mas/an[11]
- −3,487 ± 0,123 mas/an et −2,324 ± 0,114 mas/an[12],[13]
- −3,487 ± 0,010 mas/an et −2,324 ± 0,010 mas/an[6]

Le mouvement propre moyen obtenu de ces quatre valeurs en ascension droite et en déclinaison est égal à −3,484 ± 0,087 mas/an et −2,313 ± 0,083 mas/an.

### Métallicité
Simbad rapporte une seule valeur de la métallicité, soit 0,287. Selon Almeida et ses collègues, la métallicité de l'amas est égale à 0,155 ± 0,033. Selon cette valeur, le pourcentage d'éléments lourds (plus lourds que l'hydrogène et l'hélium) de cet amas serait compris entre 132% et 154% (100,155 ± 0,033) de celui du Soleil.

### Âge
Webda et Lynga indiquent un âge de 501 millions d'années (log10=8,7),, ce qui est nettement plus grand que l'âge de 295 millions d'années proposé par Almeida.
Selon un article publié en 2022, son âge est  du même ordre de grandeur, mais nettement moins grand que les deux valeurs mentionnées ci-dessus. Deux valeurs venant de deux articles plus anciens (2020) sont indiquées, soit 457+251
−162 Ma (108,66 ± 0,19) et 537 Ma (108,73), mais la valeur retenue dans cet article est très inférieure, soit 148+47
−36 Ma (108,17 ± 0,12).

## Étoiles
Selon un article publié en 2022, il existe 173 étoiles dont la probabilité d'appartenir à l'amas est supérieure à 90% et la masse de l'amas est de 349 ± 11 {\displaystyle M_{\odot }}.
Simbad montre aussi un bouton nommé Children. En cliuqant sur ce bouton, on atteint une section de cette base de données qui renferme un tableau contenant 198 entrées pour NGC 5715. Cependant, des étoiles (les Children) peuvent apparaître plusieurs fois dans la deuxième colonne du tableau, d'où le nombre de liens bibliographiques qui est supérieure au nombre d'étoiles. La quatrième colonne de ce tableau indique la probabilité que l'étoile appartienne à l'amas. En cliquant sur le titre de cette colonne, on peut classer la probabilité par ordre croissant ou décroissant. En cliquant sur la désignation de l'étoile, on atteint la page de Simbad qui résume ses propriétés.